# Matic Žumer
Matic Žumer, né le 19 novembre 1997, est un coureur cycliste slovène.

## Biographie
En 2020, Matic Žumer intègre l'équipe continentale slovène Ljubljana Gusto Santic. Il redescend ensuite au niveau amateur à partir de 2021 au KK Bled. À la fin de l'été, il se distingue en terminant sixième et meilleur grimpeur du Tour de Serbie. Sur piste, il devient champion de Slovénie de poursuite à Novo mesto. Il établit à cette occasion un nouveau record national dans la discipline
Lors de la saison 2022. il se classe notamment troisième d'une étape du Tour de Serbie ainsi que cinquième du championnat de Slovénie du contre-la-montre, derrière quatre coureurs du World Tour. Au mois d'aout, il est sélectionné en équipe nationale pour participer aux championnats d'Europe sur route, qui ont lieu à Munich.

## Palmarès sur route

### Par année
- 2022
  - Memorijal Stjepan Grgac
- 2023
  - Memorijal Stjepan Grgac
- 2024
  - Memorijal Stjepan Grgac
  - 2e du championnat de Slovénie du critérium
  - 3e du Tour de Serbie
- 2025
  - 3e du Visegrad 4 Kerekparverseny
  - 2e du championnat de Slovénie du contre-la-montre

### Classements mondiaux
| Année                                 | 2021  | 2022  | 2023  | 2024 |
| ------------------------------------- | ----- | ----- | ----- | ---- |
| Classement mondial                    | 1794e | 1717e | 2689e | 830e |
| UCI Europe Tour                       | 1231e | 1125e | nc    | nc   |
|                                       |       |       |       |      |
| Légende : nc = non classéSource : UCI |       |       |       |      |

## Palmarès sur piste
- 2021
  -  Champion de Slovénie de poursuite
  - 3e du championnat de Slovénie de poursuite par équipes
- 2022[3]
  -  Champion de Slovénie de poursuite
  - 2e du championnat de Slovénie de poursuite par équipes
- 2023
  -  Champion de Slovénie de poursuite par équipes (avec Mihael Štajnar, Marko Pavlič et Luka Vrhovnik)[4]
- 2024[5]
  -  Champion de Slovénie de poursuite par équipes (avec Mihael Štajnar, Jaka Marolt et Maj Flajs)
  - 3e du championnat de Slovénie de poursuite